# Acartiella natalensis
Acartiella natalensis is een eenoogkreeftjessoort uit de familie van de Acartiidae. De wetenschappelijke naam van de soort is voor het eerst geldig gepubliceerd in 1974 door Connell & Grindley.